# Elachista (algue)
Cet article concerne le genre d'algues brunes. Pour le genre de papillon, voir Elachista (papillon).
Genre
Elachista est un genre d'algues brunes de la famille des Chordariaceae. 

## Liste d'espèces
Selon AlgaeBase (30 oct. 2012) :
- Elachista antarctica Skottsberg
- Elachista australis J.Agardh
- Elachista chondrii Areschoug
- Elachista claytoniae Skinner
- Elachista coccophorae Takamatsu
- Elachista falcata Y.-P.Lee
- Elachista flaccida (Dillwyn) Fries
- Elachista fucicola (Velley) Areschoug
- Elachista globulosa (C.Agardh) J.Agardh
- Elachista intermedia P.L.Crouan & H.M.Crouan
- Elachista jabukae Ercegovic
- Elachista lindaueri V.J.Chapman
- Elachista meridionalis Skottsberg
- Elachista minutissima W.R.Taylor
- Elachista mollis Takamatsu
- Elachista neglecta Liebmann
- Elachista nigra Takamatsu
- Elachista nipponica Umezaki
- Elachista okamurae Yoshida
- Elachista scutulata (Smith) Areschoug (espèce type)
- Elachista stellaris Areschoug
- Elachista tenuis Yamada
- Elachista vellosa Takamatsu
- Elachista zosterae Noda

Selon Catalogue of Life (30 oct. 2012) :
- Elachista antarctica
- Elachista australis
- Elachista chondrii
- Elachista claytoniae
- Elachista coccophorae
- Elachista confusicola
- Elachista crassa
- Elachista endarachnae
- Elachista falcata
- Elachista flaccida
- Elachista fucicola
- Elachista globulosa
- Elachista intermedia
- Elachista jabukae
- Elachista lebelii
- Elachista meridionalis
- Elachista minutissima
- Elachista mollis
- Elachista neglecta
- Elachista nigra
- Elachista nipponica
- Elachista okamurae
- Elachista orbicularis
- Elachista sadoensis
- Elachista sargassicola
- Elachista scutulata
- Elachista stellaris
- Elachista taeniiformis
- Elachista tenuis
- Elachista vellosa
- Elachista zosterae

Selon ITIS (30 oct. 2012) :
- Elachista flaccida
- Elachista fucicola
- Elachista grevillei
- Elachista lubrica
- Elachista scutulata
- Elachista stellulata

Selon World Register of Marine Species (30 oct. 2012) :
- Elachista antarctica Skottsberg, 1953
- Elachista australis J.Agardh, 1882
- Elachista chondrii Areschoug, 1875
- Elachista claytoniae Skinner, 1985
- Elachista coccophorae Takamatsu, 1938
- Elachista falcata Y.-P.Lee, 2000
- Elachista flaccida (Dillwyn) Fries, 1835
- Elachista fucicola (Velley) Areschoug, 1842
- Elachista globulosa (C.Agardh) J.Agardh, 1848
- Elachista intermedia P.L.Crouan & H.M.Crouan, 1867
- Elachista jabukae Ercegovic, 1948
- Elachista meridionalis Skottsberg, 1953
- Elachista minutissima W.R.Taylor, 1928
- Elachista mollis Takamatsu, 1938
- Elachista neglecta Liebmann, 1845
- Elachista nigra Takamatsu, 1938
- Elachista nipponica Umezaki, 1965
- Elachista okamurae Yoshida, 1997
- Elachista scutulata (Smith) Areschoug, 1843
- Elachista stellaris Areschoug, 1842
- Elachista tenuis Yamada, 1928
- Elachista vellosa Takamatsu, 1938
- Elachista zosterae Noda, 1971